# Mops brachypterus
Mops brachypterus (Peters, 1852) è un pipistrello della famiglia dei Molossidi diffuso nell'Africa subsahariana.

## Descrizione

### Dimensioni
Pipistrello di piccole dimensioni, con la lunghezza totale tra 78 e 100 mm, la lunghezza dell'avambraccio tra 34 e 41 mm, la lunghezza della coda tra 25 e 35 mm, la lunghezza del piede di 11 mm, la lunghezza delle orecchie tra 14 e 19 mm e un peso fino a 18 g.

### Aspetto
La pelliccia è corta, talvolta sparsa sulla nuca. Le parti dorsali sono bruno-nerastre, bruno-rossastre scure o bruno-grigiastre con la base dei peli più chiara, mentre le parti ventrali sono grigio-brunastre chiare, giallo crema o bianche con i fianchi più scuri. Sono presenti due ciuffi di lunghi peli sulla groppa. Alcuni individui sono completamente arancioni. Il muso non è estremamente appiattito, il labbro superiore ha 5-7 pieghe ben distinte e ricoperto di corte setole. Le orecchie sono bruno-nerastre, relativamente piccole, unite anteriormente da una membrana a forma di V che si estende in avanti fino a formare una sacca con l'apertura anteriore, dalla quale fuoriesce in entrambi i sessi una cresta di lunghi peli marroni scuri. Il trago è piccolo e nascosto dietro l'antitrago, il quale è grande, rettangolare e con gli angoli arrotondati. Le membrane alari sono semi-trasparenti con una pigmentazione brunastra scura o nerastra più o meno evidente. La coda è lunga, tozza e si estende per più della metà oltre l'uropatagio, il quale è marrone scuro. Il cariotipo è 2n=48 FNa=58.

## Biologia

### Comportamento
Si rifugia in grandi colonie rumorose nelle cavità di grossi alberi, in nidi abbandonati, crepe di edifici e sotto i tetti corrugati di case. È considerata un animale dannoso a causa del forte odore pungente emanato dagli assembramenti.

### Alimentazione
Si nutre di insetti, particolarmente termiti alate.

### Riproduzione
Una femmina con un embrione è stata catturata nella Repubblica Democratica del Congo nel mese di marzo.

## Distribuzione e habitat
Questa specie è diffusa nell'Africa subsahariana dal Senegal al Kenya sud-orientale fino al Mozambico nor-orientale. È presente anche sull'isola di Zanzibar.
Vive nelle foreste di pianura, foreste costiere e nelle distese erbose.

## Tassonomia
Sono state riconosciute 2 sottospecie:
- M.b.: Uganda, Kenya sud-orientale, coste della Tanzania e del Mozambico nord-occidentale, Zanzibar e Isola di Mozambico;
- M.b.leonis (Thomas, 1908): Liberia, Sierra Leone, Guinea meridionale, Costa d'Avorio, Ghana, Nigeria meridionale, Camerun, Rio Muni, Repubblica Centrafricana sud-occidentale, Gabon e Congo settentrionali, Repubblica Democratica del Congo nord+orientale.

## Conservazione
La IUCN Red List, considerato il vasto areale e la popolazione presumibilmente numerosa, classifica M.brachypterus come specie a rischio minimo (Least Concern)).